# 간적
간적(簡狄)은 고대 중국의 전설상의 여성이다. 유융씨(有娀氏)의 딸이며, 제곡(帝嚳)의 둘째 비(妃)이다. 중국 은나라의 전설적인 시조인 설의 어머니이다. 제요(帝堯) 시대에 간적은 여동생과 함께 현구에서 목욕을 했다.

## 참고 문헌
- 사마천. 〈권제3 은본기(殷本紀)〉. 《사기》.